# 鴨武彦
鴨 武彦（かも たけひこ、1942年4月3日 - 1996年12月17日）は、日本の政治学者・国際政治学者。専門は、国際政治・安全保障・国際統合論・平和研究。東京大学法学部教授、早稲田大学政治経済学部教授を務めた。

## 経歴
1942年、東京都生まれ。早稲田大学政治経済学部および同大学院政治学研究科、イェール大学大学院で学んだ後、早稲田大学政治経済学部教授に就いた。講座では、藤原保信と共に、政治学科を代表する存在であった。1989年、坂本義和の後任として東京大学法学部教授となった。当時の法学部教官は卒業生が殆どであり、他大学、それも私学出身の鴨が後任となったことは当時マスコミで話題となった。
学界では、1994年から国際法学会理事、1994年から1996年まで日本国際政治学会理事長。高橋進、山口二郎、斎藤精一郎とともに、村山富市のブレーンとしても知られた。
1996年12月17日、肺炎のため東京都内の病院で死去。54歳没。葬儀は国際基督教大学教会で行われた。同年はじめから糖尿病を患い、10月から入院加療中であった。

## 受賞・栄典
- 1991年：『国際安全保障の構想』で第12回石橋湛山賞を受賞。

## 研究内容・業績
- 門下生に田中孝彦（早稲田大学教授）、柳沢秀夫（ジャーナリスト・元NHK解説委員）、長有紀枝（難民を助ける会元代表）、中村英俊（早稲田大学教授）、大門毅（早稲田大学教授）等がいる。
- 外交におけるハト派・タカ派の対比にならってそのどちらでもない「鴨派」という冗談が鴨の周辺では流行した[要出典]。

## 家族・親族
- 父：鴨良弼は法学者。元一橋大学法学部教授（刑事訴訟法）。

## 著作

### 単著
- 『軍縮と平和への構想――国際政治学からの接近』（日本評論社, 1982年）
- 『政治学講義ノート』（成文堂, 1984年）
- 『国際統合理論の研究』（早稲田大学出版部, 1985年）
- 『変革の時代の外交と内政』（成文堂, 1988年）
- 『国際安全保障の構想』（岩波書店, 1990年）
- 『ヨーロッパ統合』（日本放送出版協会［NHKブックス］, 1992年）
- 『世界政治をどう見るか』（岩波書店［岩波新書］, 1993年）

### 共著
- （大嶽秀夫・曽根泰教）『政治学』（有斐閣, 1996年）

### 編著
- 『講座世紀間の世界政治（全6巻）』（日本評論社, 1993-1994年）
  - 1巻「旧超大国の国際関係」
  - 2巻「ヨーロッパの国際秩序――主権国家システムの変容」
  - 3巻「アジアの国際秩序――脱冷戦の影響」
  - 4巻「国際地域における秩序変動――比較のダイナミズム」
  - 5巻「パワー・ポリティクスの変容――リアリズムとの葛藤」
  - 6巻「日本の国際化――新しい世界秩序への模索」

### 共編著
- （山本吉宣）『相互依存の国際政治学』（有信堂高文社, 1979年、第2版1982年）
- （山本吉宣）『相互依存の理論と現実』（有信堂高文社, 1988年）
- （伊藤元重・石黒一憲）『リーディングス国際政治経済システム（全4巻）』（有斐閣, 1997-1999年）
  - 1巻「法・政治・民族」
  - 2巻「主権国家を超えて」
  - 3巻「経済活動」
  - 4巻「新しい世界システム」

### 訳書
- ブルース・ラセット『安全保障のジレンマ――核抑止・軍拡競争・軍備管理をめぐって』（有斐閣, 1984年）
- ディーター・ゼングハース『軍事化の構造と平和』高柳先男・高橋進と共訳（中央大学出版部, 1986年）
- W・ウォーレス『西ヨーロッパの変容』中村英俊と共訳（岩波書店, 1993年）
- ブルース・ラセット『パクス・デモクラティア――冷戦後世界への原理』（東京大学出版会, 1996年）